# Condecoracions de Luxemburg
Les condecoracions de Luxemburg tenen el seu origen al Ducat de Nassau. L'ordre de nivell superior de Luxemburg és l'Orde del Lleó de la Casa de Nassau. La següent a l'ordre de precedència d'honors és l'Orde d'Adolf de Nassau, fundada el 1858, per Adolf, Gran Duc de Luxemburg, mentre ell era l'últim regnant com Duc de Nassau.

## Llista de condecoracions

### Ordes
- Orde del Lleó de la Casa de Nassau[2]
- Orde d'Adolf de Nassau[3]
- Orde del Mèrit del Gran Ducat de Luxemburg[4]
- Orde de la Corona de Roure[5]
- Orde de la Resistència (Luxemburg)[6]
- Orde Nacional de la Medalla al Mèrit Esportiu[7]

### Decoracions militars
- Medalla Militar (Luxemburg)[8]
- Creu d'Honor i Mèrit Militar[9]
- Creu de Guerra (Luxemburg)[10]
- Medalla dels Voluntaris 1914-1918[11]
- Medalla dels Voluntaris 1940-1945[12]
- Creu Voluntaris de llarg servei[13]
- Medalla Mèrit Militar de Veterans[14]

### Decoracions civils
- Insígnia de la Resistència
- Medalla Nacional de Reconeixement
- Medalla al Mèrit de la Donació de Sang
- Medalla al Mèrit de Protecció Civil
- Creu de Servei per a oficials de duanes[15]
- Creu de Servei per guàrdies de presó[16]
- Creu de Servei per a oficials d'Aigua i Boscos[17]

### Medalles commemoratives
- Medalla d'or del casament 1901[18]
- Medalla commemorativa 1953[19]
- Medalla commerativa 1981 SAR Henri i Maria Teresa (referint-se a la unió matrimonial de l'aleshores Gran Duc hereu (des de l'any 2000 l'actual Gran Duc) i la seva esposa, que és d'origen cubà)